# هام‌شش‌داران
هام‌شش‌داران (نام علمی: Panpulmonata) نام یک کلاد از کلاد راست‌پی‌ها است.